# St. Wenzel (Zöschen)

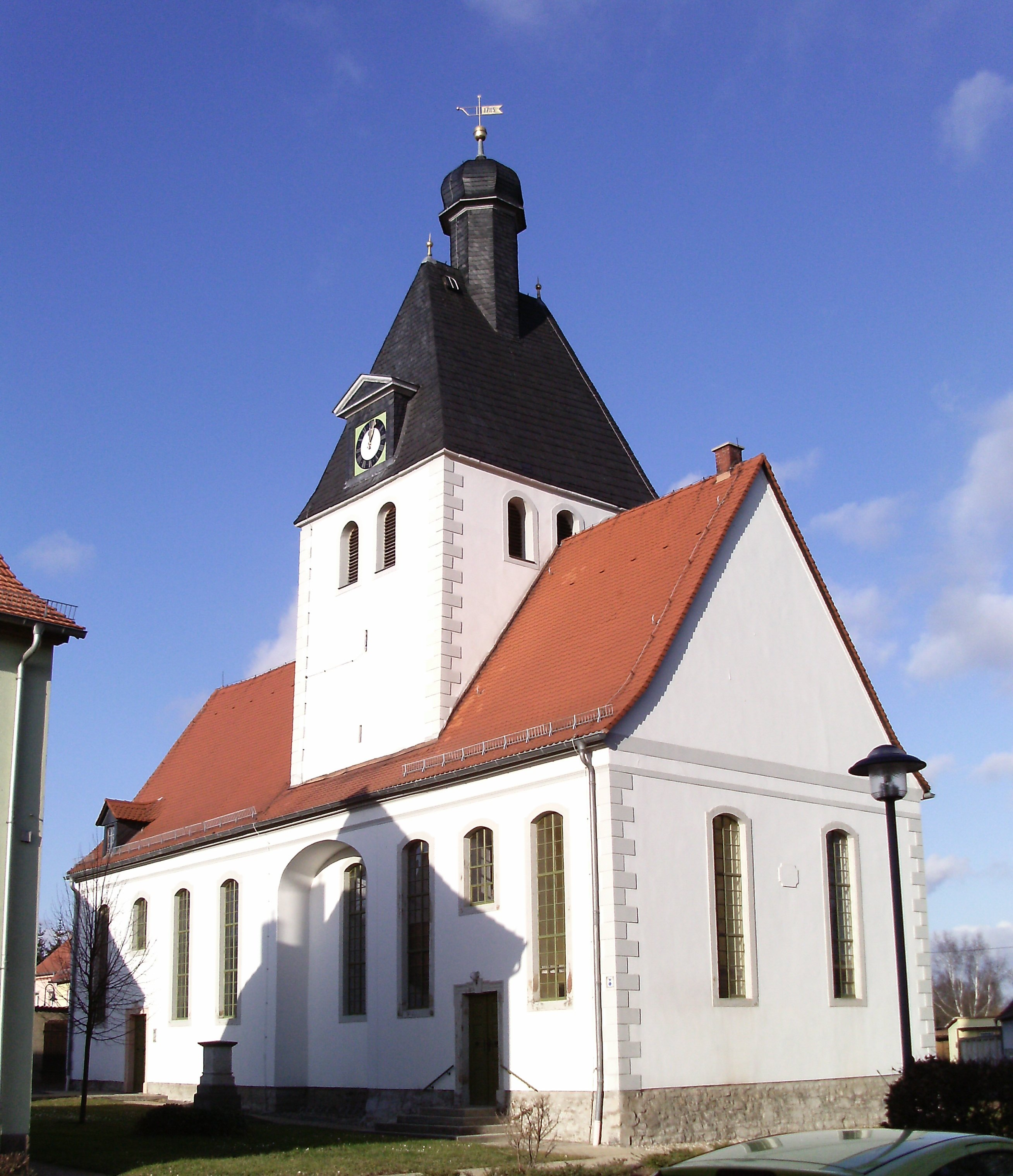
St. Wenzel, Ansicht von Südosten

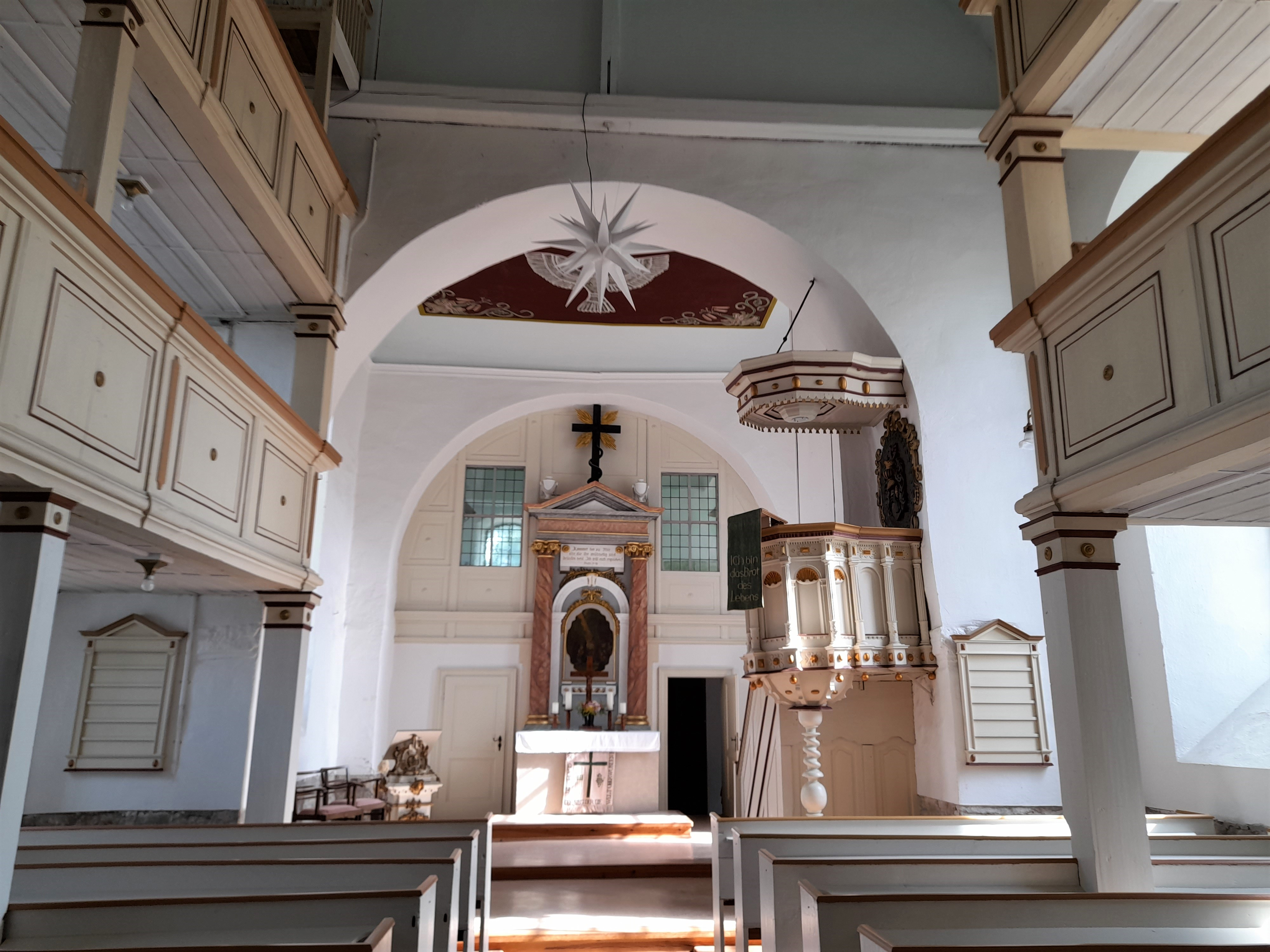
Innenansicht nach Osten

St. Wenzel ist die evangelische Kirche von Zöschen, einem Ortsteil von Leuna im Saalekreis in Sachsen-Anhalt. Sie gehört zum Pfarrbereich Wallendorf, Kirchenkreis Merseburg, der Evangelischen Kirche in Mitteldeutschland. Im örtlichen Denkmalverzeichnis ist sie unter der Erfassungsnummer 094 20492 als Baudenkmal verzeichnet.

## Geschichte und Architektur
Die bis zur Einführung der Reformation dem Patrozinium des heiligen Wenzel unterstellte Dorfkirche befindet sich unter der Adresse Zöschener Dorfstraße 22A im alten Ortskern Zöschens südlich der Luppe. Im Ursprung handelt es sich um eine romanische Chorturmkirche, die in der Region seltener anzutreffen ist. Einen Hinweis auf den mittelalterlichen Bau gibt der erhaltene untere Teil des Turms. Erste Nachrichten zu einem Um- oder Neubau der Kirche stammen aus der Zeit um 1680. Das Sattelwalmdach, das im Süden von einem Erker unterbrochen wird, und der Dachreiter stammen aus dieser Zeit; Reparaturen derselben erfolgten 1785.
Der Neubau des Kirchenschiffs im Stil des Barocks erfolgte in den Jahren 1754 bis 1757. Der quadratische Turm wurde nunmehr vom Schiff vollständig umschlossen; ursprünglich trennte er Chor und Gemeinderaum. Aus diesen beiden Gebäudeteilen entstanden ein größerer barocker Saal und ein fast gleich großer Chorraum. Die durch die Beibehaltung des mittelalterlichen Turms bedingte Einziehung an der Nord- und Südfassade ist zu breiten korbbogigen Nischen genutzt worden.
Restaurierungen der Kirche sind für die 1890er Jahre verzeichnet. Umfangreiche Sanierungen, die die Kirchturmuhr, die Fassade und das Dach betrafen, wurden im Zeitraum von 1991 bis 2001 durchgeführt. Außerdem wurde die Außenanlage neu gestaltet.

## Ausstattung

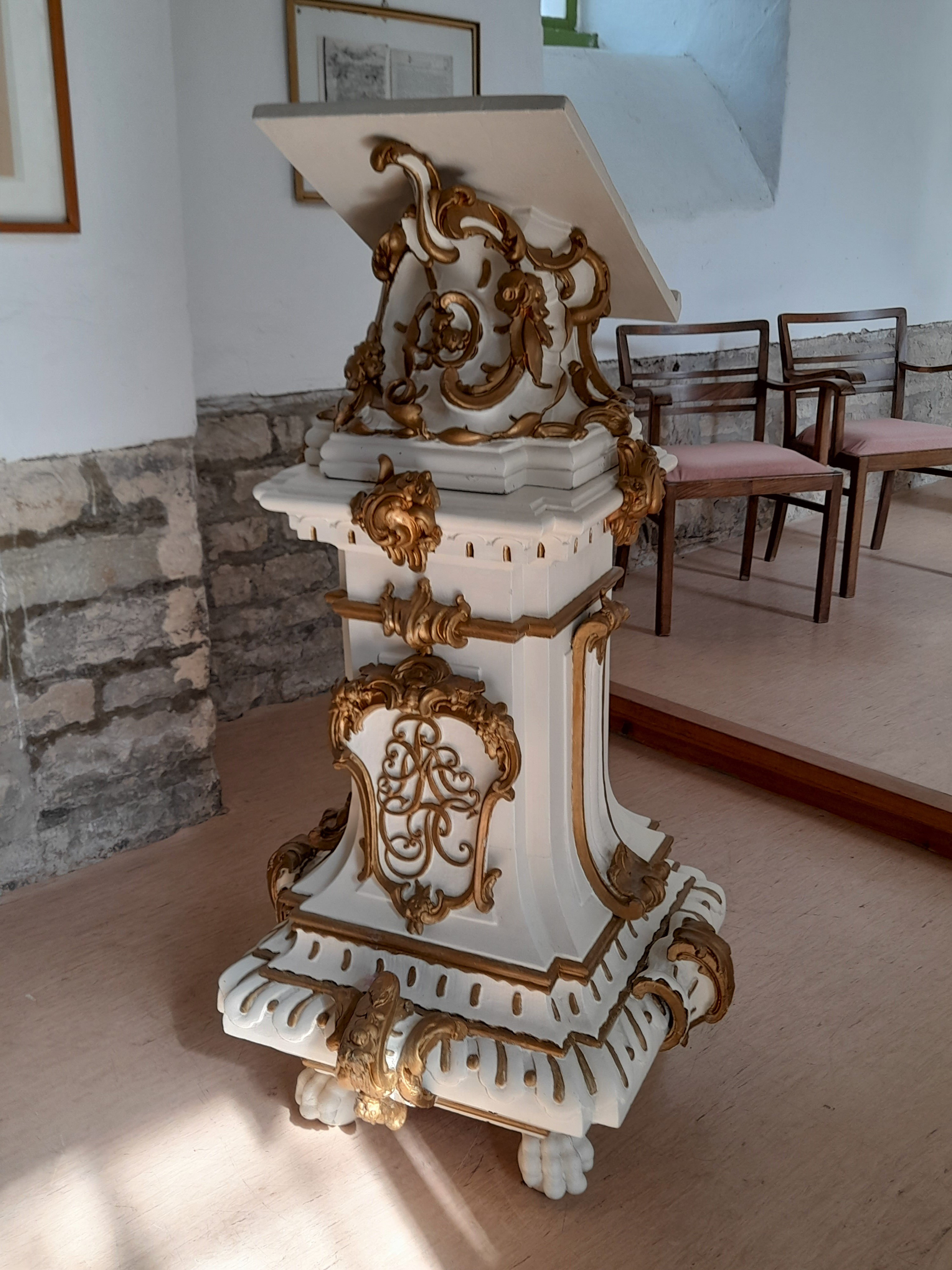
Taufe mit Lesepultaufsatz

Der Innenraum der Kirche wurde, wie schon das Äußere, bei den Umbauarbeiten Mitte des 18. Jahrhunderts im barocken Stil umgestaltet. Das Kirchenschiff ist mit einer Holztonne überwölbt; Turmraum und Chor hingegen weisen ein Muldengewölbe auf.
Ausgestattet ist der Kirchensaal mit einer zweigeschossigen Hufeisenempore; auf der vorschwingenden Westempore steht die 1864 in der Werkstatt von Friedrich Ladegast gefertigte Orgel, die 1992 umfassend restauriert wurde.
Das Turmerdgeschoss ist durch hohe Rundbögen zum Schiff und Chor geöffnet. Am westlichen Bogen findet man noch Reste spätromanischer Kämpfer aus dem frühen 13. Jahrhundert. Im östlichen Bogen wurde um 1980 der Chorraum für den Einbau von Gemeinderäumen verkleinert. Dafür wurden die barocken Choremporen abgebrochen und der klassizistische Altar vor die neue Abschlusswand im östlichen Chorbogen gesetzt.
Die hölzerne Kanzel mit Schalldeckel in Spätrenaissanceformen stammt aus dem Anfang des 17. Jahrhunderts. An der hinteren Wand der Kanzel befindet sich ein um 1650 geschnitztes Wappenschild. Die barocke viereckige geschnitzte Taufe mit Lesepultaufsatz wird auf die Mitte des 18. Jahrhunderts datiert.
Vor der Kirche an der Südseite befindet sich ein Gedenkstein zum 300. Jahrestag der Verlesung der Augsburger Konfession am 25. Juni 1530 vor dem Augsburger Reichstag, errichtet am 25. Juni 1830.